# 867 (numero)
Ottocentosessantasette (867) è il numero naturale dopo l'866 e prima dell'868.

## Proprietà matematiche
- È un numero dispari.
- È un numero composto con 6 divisori: 1, 3, 17, 51, 289, 867. Poiché la somma dei suoi divisori (escluso il numero stesso) è 361 < 867, è un numero difettivo.
- È un numero nontotiente in quanto dispari e diverso da 1.
- È un numero malvagio.
- È un numero fortunato.
- È un numero palindromo e un numero ondulante nel sistema numerico esadecimale.
- È parte delle terne pitagoriche (408, 765, 867), (483, 720, 867), (867, 1156, 1445), (867, 2380, 2533), (867, 7344, 7395), (867, 22100, 22117), (867, 41756, 41765), (867, 125280, 125283), (867, 375844, 375845).

## Astronomia
- 867 Kovacia è un asteroide della fascia principale del sistema solare.
- NGC 867 è una galassia lenticolare della costellazione della Balena.

## Astronautica
- Cosmos 867 è un satellite artificiale russo.